# Missions d'enseignement, de recherche, de référence et d'innovation
Dans le domaine de la santé en France, les missions d’enseignement, de recherche, de référence et d’innovation (MERRI) sont l'une des trois grandes catégories de missions financées par la dotation pour les missions d'intérêt général et d'aide à la contractualisation (MIGAC).
Les MERRI correspondent globalement aux activités universitaires de recherche et d’enseignement qui donnaient lieu avant la tarification à l'activité (T2A) à un abattement forfaitaire de 13 % dans le calcul du coût du point ISA (indice synthétique d’activité), coût qui était alors utilisé pour moduler la dotation globale des établissements hospitaliers. 
La réforme, à compter de la campagne 2008, du financement des MERRI a consisté en 2007 à répartir le financement des MERRI en trois parts :
- la part fixe ;
- la part modulable ;
- les MERRI variables.

La liste des MERRI variables est précisée au 1° de l’article D.162-6 du code de la sécurité sociale et recouvre les rubriques suivantes :
- recherche médicale et innovation (ex : centres d’investigation clinique) ;
- formation des personnels médicaux et paramédicaux (ex : téléenseignement) ;
- enseignement, expertise, référence, recours (ex : centres de référence pour la prise en charge des maladies rares) ;
- activités de soins expérimentales ou non couvertes par les nomenclatures ou les tarifs (ex : cœurs artificiels).